# سمير (اسم)
سمير هو اسم علم شخصي مذكر عربي، وله معنيان وهو محدث الناس في الليل وصاحب السمر، يعتبر من أكثر الأسماء المنتشرة عند الذكور في العالم العربي وعند بعض الدول الإسلامية مثل البوسنة والهرسك وألبانيا وباكستان.

## الشخصيات
- سمير سيف مخرج مصري
- سمير فريد ناقد سينمائي مصري
- سمير نصري لاعب كرة قدم فرنسي
- سمير أمين سياسي مصري
- سمير غانم ممثل مصري
- سمير أباعقيل حكم كرة سلة مغربي
- سمير أويكاني لاعب كرة قدم كوسوفي ألباني
- سمير الشهابي سياسي ودبلوماسي سعودي
- سمير القلاف ممثل وكاتب كويتي
- سمير الرفاعي سياسي أردني
- سمير صبري ممثل مصري
- سمير القنطار سياسي فلسطيني لبناني
- سمير الطيب سياسي تونسي
- سمير الاسكندراني مغني مصري
- سمير السليمي لاعب ومدرب ومحلل كرة قدم تونسي
- سمير الصميدعي سياسي ودبلوماسي عراقي
- سمير العيادي ممثل ومسرحي تونسي
- سمير الموسوي مصارع جودو عراقي
- سمير بنوت لاعب كمال أجسام أمريكي لبناني
- سمير بن عمر سياسي تونسي
- سمير براهيمي ملاكم جزائري
- سمير جعجع سياسي لبناني
- سمير ديلو محامي وسياسي تونسي
- سمير رجا لاعب كرة قدم أردني
- سمير زيد الرفاعي سياسي أردني
- سمير سعيد لاعب كرة قدم كويتي
- سمير شاكر لاعب كرة قدم عراقي
- سمير شمص ممثل وكاتب وممثل صوت لبناني
- سمير صفير مغني وملحن لبناني
- سمير عبود لاعب كرة قدم ليبي
- سمير عارف مخرج سعودي
- سمير عطا الله كاتب لبناني
- سمير غوشة سياسي فلسطيني
- سمير فرنجية سياسي لبناني
- سمير قصير صحفي لبناني فلسطيني
- سمير كمونة لاعب كرة قدم مصري
- سمير كاروثرز لاعب كرة قدم أيرلندي
- سمير مقبل سياسي لبناني
- سمير محبوب شاعر مصري
- سمير مراد سياسي ورجل أعمال أردني
- سمير معلوف ممثل وممثل صوت لبناني
- سمير نقاش روائي وكاتب قصص عراقي إسرائيلي
- سمير هاندانوفيتش لاعب كرة قدم سلوفيني
- سمير ولي الدين ممثل مصري
- سمير يوسف سياسي مصري
- سمير (لاعب كرة قدم كرواتي)